# بازپور
بازپور (به انگلیسی: Bajpur) یک منطقهٔ مسکونی در هند است که در بخش ادهم سینگ‌نگر واقع شده‌است. بازپور ۲۲٬۲۵۵ نفر جمعیت دارد.